# Широких, Ростислав Александрович
Ростисла́в Алекса́ндрович Широ́ких (1926—30 января 1993) — диктор Ленинградского радио и телевидения, народный артист РСФСР (16.04.1979).

## Биография
Родился в 1926 году.
Участник Великой Отечественной войны, в годы блокады был мичманом Ладожской военной флотилии, участвовал в обеспечении работы Дороги жизни.
После войны некоторое время был актёром Академического Большого драматического театра им. М. Горького.
Затем принят на должность диктора в Ленинградский комитет по радиовещанию и телевидению. Был ведущим выпусков «Последних известий», концертов, публицистических программ.
Многолетний ведущий телевизионных и радио трансляций с праздничных парадов и демонстраций на Дворцовой площади в Ленинграде.
Особую известность приобрёл как многолетний ведущий торжественно-траурной церемонии возложения венков и цветов на Пискарёвском мемориальном кладбище в День Победы, на которой проникновенно читал стихи Ольги Берггольц, Александра Твардовского, Михаила Дудина, Сергея Орлова, Юрия Воронова, Сергея Давыдова и других.
Супруга — Нелли Владимировна Широких, диктор Ленинградского телевидения. Некоторые передачи они вели совместно.
Скончался 30 января 1993 года в больнице от сердечно-сосудистой недостаточности и ишемической болезни сердца. Похоронен на Смоленском кладбище в Санкт-Петербурге.

## Звания
- Заслуженный артист РСФСР (06.05.1972)
- Народный артист РСФСР (16.04.1979)